# Ỽ

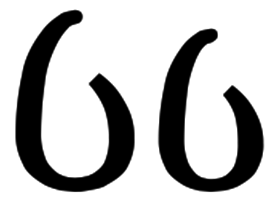
Malé a velké písmeno Ỽ

Ỽ (minuskule: ỽ) je písmeno, které se používalo ve velšských (ve 13–14. století) rukopisech. Značilo zvuky v, u a w. Před začlenění do Unicode se v přepisech místo Ỽ psalo w.
V Unicode mají písmena Ỽ a ỽ tyto kódy:
- Ỽ U+1EFC

- ỽ U+1EFD